# Livia Anne Richard
Livia Anne Richard (* 24. Februar 1969 in Bern) ist eine Schweizer Theaterregisseurin und ‑autorin.

## Leben
Livia Anne Richard ist seit den 1990er Jahren als Regisseurin und Autorin von Theaterproduktionen aktiv.
2002 gründete sie das Theater Gurten auf dem gleichnamigen Berner Hausberg Gurten und ist seither Regisseurin aller dort stattfindenden Produktionen. Das von Richard geschriebene Stück Dällebach Kari wurde dort 2006 uraufgeführt und wurde zu einem so grossen Erfolg, dass es im Folgejahr ausserplanmässig nochmals aufgelegt wurde. Das Stück diente als Grundlage für den 2012 erschienenen Kinofilm Eine wen iig, dr Dällebach Kari von Oscar-Preisträger Xavier Koller.
2010 eröffnete Richard gemeinsam mit Markus Maria Enggist, Annemarie Morgenegg, Fredi Stettler und Hank Shizzoe im Berner Mattequartier das auf Mundartstücke spezialisierte Theater Matte, in dem sie bis Mitte 2016 als künstlerische Leiterin aktiv war.
2014 wurde Richard von der Zeitung Bernerbär als einflussreichste Berner Kulturschaffende bezeichnet. Im Juni 2018 erhielt sie den mit 50'000 Franken dotierten Kulturpreis 2018 der Bürgi-Willert-Stiftung aus Bern. Am 2. Mai 2019 erhielt sie den Berner Kommunikationspreis der Berner Public Relations Gesellschaft (BPRG).

## Werke

### Regie (Auswahl)
- 2002: Ein Engel kommt nach Babylon. Stück von Friedrich Dürrenmatt, Freilichttheater Gurten[6], Bern.
- 2004: Der Scharlatan. Stück von Markus Keller, Uraufführung Freilichttheater Gurten, Bern.
- 2006: Dällebach Kari. Stück von Livia Anne Richard, Uraufführung: 2006, Freilichttheater Gurten, Bern.
- 2008: Von Mäusen und Menschen. Stück von John Steinbeck, Freilichttheater Gurten, Bern.
- 2010: Einstein. Stück von Richard, Uraufführung: 27. Juli 2010, Freilichttheater Gurten, Bern.
- 2012: Holzers Peepshow, Stück von Markus Köbeli, Freilichtfassung Livia Anne Richard, Freilichttheater Gurten, Bern.
- 2014: Paradies. Stück von Richard, Uraufführung: 28. Juni 2014, Freilichttheater Gurten, Bern.
- 2015: The Matterhorn Story. Stück von Richard, Uraufführung Freilichtspiele Zermatt, am Riffelberg (Gornergrat).
- 2016: Die Nashörner. Stück von Eugène Ionesco, Freilichttheater Gurten, Bern.
- 2017: Romeo und Julia. Stück von Richard frei nach Gottfried Keller, Uraufführung: 6. Juli 2017, Freilichtspiele Zermatt, am Riffelberg (Gornergrat).
- 2018: Abefahre! – Stressfrei in 5 Tagen. Uraufführung: 20. Juni 2018, Freilichttheater Gurten, Bern.
- 2019: Matterhorn: No Ladies Please! Uraufführung: 11. Juli 2019, Freilichtspiele Zermatt, am Riffelberg (Gornergrat).
- 2022: Flöört.ch – Flirten lernen in 90 Minuten! Uraufführung: 22. Juni 2022, Theater Gurten.[7]
- 2024: Da chönnt ja jede cho! Uraufführung: 27. Juni 2024, Theater Gurten, in Zusammenarbeit mit Christoph Keller
- 2025: The Matterhorn Story Stück von Richard, Wiederaufnahme mit neuem Musikkonzept, FreFreilichtspiele Zermatt, am Riffelberg (Gornergrat)[8]

### Bücher
- Anna der Indianer. Roman, Cosmos Verlag, Muri 2020, ISBN 978-3-305-00488-1
- Anna der Vater. Roman, Schöffling & Co. Verlag, Frankfurt am Main 2022, ISBN 978-3-89561-143-8